# Trigonisca townsendi
Trigonisca townsendi är en biart som först beskrevs av Cockerell 1911.  Trigonisca townsendi ingår i släktet Trigonisca, och familjen långtungebin. Inga underarter finns listade.

## Beskrivning
Ett litet bi, något över 4 mm, med helsvart ansikte.

## Ekologi
Släktet Trigonisca tillhör de gaddlösa bina, ett tribus (Meliponini) av sociala bin som saknar fungerande gadd. De har dock kraftiga käkar, och kan bitas ordentligt.

## Utbredning
Arten förekommer endast i Peru (regionerna Piura och Tumbes).